# Liste der Regierungschefs von Spanien
Die folgende Liste enthält alle Regierungschefs von Spanien seit dem Jahr 1714, dem Ende des Spanischen Erbfolgekrieges.
| Name                                                                         | Amtsbeginn                                                                   | Amtsende                                                                     | Staatsoberhaupt                                                              |
| Erster Staatssekretär (Primer Secretario de Estado y del Despacho Universal) | Erster Staatssekretär (Primer Secretario de Estado y del Despacho Universal) | Erster Staatssekretär (Primer Secretario de Estado y del Despacho Universal) | Erster Staatssekretär (Primer Secretario de Estado y del Despacho Universal) |
| ---------------------------------------------------------------------------- | ---------------------------------------------------------------------------- | ---------------------------------------------------------------------------- | ---------------------------------------------------------------------------- |
| José de Grimaldo                                                             | 30. November 1714                                                            | 14. Januar 1724                                                              | Philipp V.                                                                   |
| Juan Bautista de Orendáin                                                    | 14. Januar 1724                                                              | 4. September 1724                                                            | Ludwig I.                                                                    |
| José de Grimaldo                                                             | 4. September 1724                                                            | 12. Dezember 1725                                                            | Philipp V.                                                                   |
| Juan Guillermo Riperdá                                                       | 12. Dezember 1725                                                            | 14. Mai 1726                                                                 | Philipp V.                                                                   |
| José de Grimaldo                                                             | 14. Mai 1726                                                                 | 1. Oktober 1726                                                              | Philipp V.                                                                   |
| Juan Bautista de Orendáin                                                    | 1. Oktober 1726                                                              | 21. Oktober 1734                                                             | Philipp V.                                                                   |
| José de Patiño y Morales                                                     | 3. November 1734                                                             | 3. November 1736                                                             | Philipp V.                                                                   |
| Sebastián de la Cuadra y Llarena                                             | 3. November 1736                                                             | 4. Dezember 1746                                                             | Philipp V.                                                                   |
| José de Carvajal y Lancaster                                                 | 4. Dezember 1746                                                             | 8. April 1754                                                                | Ferdinand VI.                                                                |
| Fernando de Silva y Álvarez de Toledo                                        | 8. April 1754                                                                | 17. Mai 1754                                                                 | Ferdinand VI.                                                                |
| Ricardo Wall                                                                 | 17. Mai 1754                                                                 | 9. Oktober 1763                                                              | Ferdinand VI.                                                                |
| Jerónimo Grimaldi                                                            | 9. Oktober 1763                                                              | 25. Februar 1777                                                             | Karl III.                                                                    |
| José Moñino y Redondo                                                        | 25. Februar 1777                                                             | 28. Februar 1792                                                             | Karl III.                                                                    |
| Pedro Pablo Abarca de Bolea, conde de Aranda                                 | 28. Februar 1792                                                             | 15. November 1792                                                            | Karl IV.                                                                     |
| Manuel de Godoy                                                              | 15. November 1792                                                            | 28. März 1798                                                                | Karl IV.                                                                     |
| Francisco Saavedra de Sangronis                                              | 28. März 1798                                                                | 13. August 1798                                                              | Karl IV.                                                                     |
| Mariano de Urquijo y Muga                                                    | 13. August 1798                                                              | 22. Oktober 1798                                                             | Karl IV.                                                                     |
| Francisco Saavedra y Sangronis                                               | 22. Oktober 1798                                                             | 21. Februar 1799                                                             | Karl IV.                                                                     |
| Mariano de Urquijo y Muga                                                    | 21. Februar 1799                                                             | 13. Dezember 1800                                                            | Karl IV.                                                                     |
| Pedro Ceballos Guerra                                                        | 13. Dezember 1800                                                            | 7. Juli 1808                                                                 | Karl IV.                                                                     |
| Minister des Staatssekretariats (Ministro Secretario de Estado)              |                                                                              |                                                                              |                                                                              |
| Mariano de Urquijo y Muga                                                    | 7. Juli 1808                                                                 | 11. Dezember 1813                                                            | Joseph Bonaparte                                                             |
| Erster Staatssekretär (Primer Secretario de Estado)                          |                                                                              |                                                                              |                                                                              |
| José de Luyando y Diez Pueyo                                                 | 6. Dezember 1813                                                             | 10. Mai 1814                                                                 | Ferdinand VII.                                                               |
| José Miguel de Carvajal y Manrique                                           | 10. Mai 1814                                                                 | 15. November 1814                                                            | Ferdinand VII.                                                               |
| Pedro Ceballos Guerra                                                        | 15. November 1814                                                            | 30. Oktober 1816                                                             | Ferdinand VII.                                                               |
| José García de León y Pizarro Ximenez de Frías                               | 30. Oktober 1816                                                             | 14. September 1818                                                           | Ferdinand VII.                                                               |
| Carlos Martínez de Irujo Tacón                                               | 14. September 1818                                                           | 12. Juni 1819                                                                | Ferdinand VII.                                                               |
| Manuel González Salmón y Gómez de Torres                                     | 12. Juni 1819                                                                | 12. September 1819                                                           | Ferdinand VII.                                                               |
| Joaquín José Melgarejo Saurín                                                | 12. September 1819                                                           | 18. März 1820                                                                | Ferdinand VII.                                                               |
| Evaristo Pérez de Castro y Brito                                             | 18. März 1820                                                                | 2. März 1821                                                                 | Ferdinand VII.                                                               |
| Joaquín de Anduaga y Siles Cuenca                                            | 2. März 1821                                                                 | 23. April 1821                                                               | Ferdinand VII.                                                               |
| Eusebio Bardají y Azara                                                      | 23. April 1821                                                               | 8. Januar 1822                                                               | Ferdinand VII.                                                               |
| Ramón López Pelegrín                                                         | 8. Januar 1822                                                               | 28. Februar 1822                                                             | Ferdinand VII.                                                               |
| Francisco Martínez de la Rosa                                                | 28. Februar 1822                                                             | 5. August 1822                                                               | Ferdinand VII.                                                               |
| Evaristo Fernández San Miguel y Valledor                                     | 5. August 1822                                                               | 25. April 1823                                                               | Ferdinand VII.                                                               |
| José Manuel de Vadillo y Hernández                                           | 25. April 1823                                                               | 7. Mai 1823                                                                  | Ferdinand VII.                                                               |
| Santiago Usoz y Mozy                                                         | 7. Mai 1823                                                                  | 13. Mai 1823                                                                 | Ferdinand VII.                                                               |
| José María Pando y Remírez de Laredo                                         | 13. Mai 1823                                                                 | 27. Mai 1823                                                                 | Ferdinand VII.                                                               |
| Antonio de Vargas y Laguna                                                   | 27. Mai 1823                                                                 | 7. August 1823                                                               | Ferdinand VII.                                                               |
| Victor Damían Sáez y Sánchez Mayor                                           | 7. August 1823                                                               | 2. Dezember 1823                                                             | Ferdinand VII.                                                               |
| Carlos Martínez de Irujo y Tacón                                             | 2. Dezember 1823                                                             | 17. Januar 1824                                                              | Ferdinand VII.                                                               |
| Narciso de Heredia y Begines de los Ríos                                     | 17. Januar 1824                                                              | 11. Juli 1824                                                                | Ferdinand VII.                                                               |
| Francisco de Cea Bermúdez y Buzo                                             | 11. Juli 1824                                                                | 24. Oktober 1825                                                             | Ferdinand VII.                                                               |
| Pedro de Alcántara de Toledo y Salm-Salm                                     | 24. Oktober 1825                                                             | 19. August 1826                                                              | Ferdinand VII.                                                               |
| Manuel González Salmón y Gómez                                               | 19. August 1826                                                              | 20. Januar 1832                                                              | Ferdinand VII.                                                               |
| Francisco Tadeo Calomarde y Arría                                            | 20. Januar 1832                                                              | 22. Februar 1832                                                             | Ferdinand VII.                                                               |
| Antonio de Saavedra y Jofré                                                  | 22. Februar 1832                                                             | 1. Oktober 1832                                                              | Ferdinand VII.                                                               |
| José Cafranga y Costilla                                                     | 1. Oktober 1832                                                              | 29. November 1832                                                            | Ferdinand VII.                                                               |
| Francisco de Cea Bermúdez y Buzo                                             | 29. November 1832                                                            | 15. Januar 1834                                                              | Isabella II.                                                                 |
| Francisco Martínez de la Rosa                                                | 15. Januar 1834                                                              | 7. Juni 1835                                                                 | Isabella II.                                                                 |
| Premierminister (Präsidenten des Ministerrates)                              |                                                                              |                                                                              |                                                                              |
| Francisco Martínez de la Rosa                                                | 15. Januar 1834                                                              | 7. Juni 1835                                                                 | Isabella II.                                                                 |
| José María Queipo de Llano Ruiz de Saravia                                   | 7. Juni 1835                                                                 | 14. September 1835                                                           | Isabella II.                                                                 |
| Miguel Ricardo de Álava Esquivel                                             | 14. September 1835                                                           | 25. September 1835                                                           | Isabella II.                                                                 |
| Juan Álvarez Mendizábal                                                      | 25. September 1835                                                           | 15. Mai 1836                                                                 | Isabella II.                                                                 |
| Francisco Javier Istúriz Montero                                             | 15. Mai 1836                                                                 | 14. August 1836                                                              | Isabella II.                                                                 |
| José María Calatrava                                                         | 14. August 1836                                                              | 18. August 1837                                                              | Isabella II.                                                                 |
| Joaquín Baldomero Fernández Espartero                                        | 18. August 1837                                                              | 18. Oktober 1837                                                             | Isabella II.                                                                 |
| Eusebio Bardají Azara                                                        | 18. Oktober 1837                                                             | 16. Dezember 1837                                                            | Isabella II.                                                                 |
| Narciso Heredia Begines                                                      | 16. Dezember 1837                                                            | 6. September 1838                                                            | Isabella II.                                                                 |
| Bernardino Fernández de Velasco                                              | 6. September 1838                                                            | 9. Dezember 1838                                                             | Isabella II.                                                                 |
| Isidro Alaix Fábregas                                                        | 9. Dezember 1838                                                             | 3. Februar 1839                                                              | Isabella II.                                                                 |
| Evaristo Pérez de Castro Brito                                               | 3. Februar 1839                                                              | 20. Juli 1840                                                                | Isabella II.                                                                 |
| Antonio González González                                                    | 20. Juli 1840                                                                | 12. August 1840                                                              | Isabella II.                                                                 |
| Valentín Ferraz                                                              | 12. August 1840                                                              | 29. August 1840                                                              | Isabella II.                                                                 |
| Modesto Cortázar                                                             | 29. August 1840                                                              | 11. September 1840                                                           | Isabella II.                                                                 |
| Vicente Sancho                                                               | 11. September 1840                                                           | 16. September 1840                                                           | Isabella II.                                                                 |
| Joaquín Baldomero Fernández Espartero                                        | 16. September 1840                                                           | 10. Mai 1841 (formell)                                                       | Isabella II.                                                                 |
| Joaquín María Ferrer Cafranga                                                | 5. Oktober 1840                                                              | 20. Mai 1841                                                                 | Isabella II.                                                                 |
| Antonio González González                                                    | 20. Mai 1841                                                                 | 17. Juni 1842                                                                | Isabella II.                                                                 |
| José Ramón Rodil Campillo                                                    | 17. Juni 1842                                                                | 9. Mai 1843                                                                  | Isabella II.                                                                 |
| Joaquín María López López                                                    | 9. Mai 1843                                                                  | 19. Mai 1843                                                                 | Isabella II.                                                                 |
| Álvaro Gómez Becerra                                                         | 19. Mai 1843                                                                 | 23. Juli 1843                                                                | Isabella II.                                                                 |
| Joaquín María López López                                                    | 23. Juli 1843                                                                | 20. November 1843                                                            | Isabella II.                                                                 |
| Salustiano Olózaga                                                           | 20. November 1843                                                            | 29. November 1843                                                            | Isabella II.                                                                 |
| Luis González Bravo                                                          | 5. Dezember 1843                                                             | 3. Mai 1844                                                                  | Isabella II.                                                                 |
| Ramón María Narváez Campos                                                   | 3. Mai 1844                                                                  | 11. Februar 1846                                                             | Isabella II.                                                                 |
| Manuel Pando Fernández de Pinedo                                             | 12. Februar 1846                                                             | 16. März 1846                                                                | Isabella II.                                                                 |
| Ramón María Narváez Campos                                                   | 16. März 1846                                                                | 5. April 1846                                                                | Isabella II.                                                                 |
| Francisco Javier Istúriz Montero                                             | 5. April 1846                                                                | 28. Januar 1847                                                              | Isabella II.                                                                 |
| Carlos Martínez de Irujo                                                     | 28. Januar 1847                                                              | 28. März 1847                                                                | Isabella II.                                                                 |
| Joaquín Francisco Pacheco Gutiérrez                                          | 28. März 1847                                                                | 31. August 1847                                                              | Isabella II.                                                                 |
| Florencio García Goyena                                                      | 12. September 1847                                                           | 4. Oktober 1847                                                              | Isabella II.                                                                 |
| Ramón María Narváez Campos                                                   | 4. Oktober 1847                                                              | 19. Oktober 1849                                                             | Isabella II.                                                                 |
| Serafín María de Soto                                                        | 19. Oktober 1849                                                             | 20. Oktober 1849                                                             | Isabella II.                                                                 |
| Ramón María Narváez Campos                                                   | 20. Oktober 1849                                                             | 10. Januar 1851                                                              | Isabella II.                                                                 |
| Juan Bravo Murillo                                                           | 14. Januar 1851                                                              | 14. Dezember 1852                                                            | Isabella II.                                                                 |
| Federico Roncali                                                             | 14. Dezember 1852                                                            | 14. April 1853                                                               | Isabella II.                                                                 |
| Francisco Lersundi Hormaechea                                                | 14. April 1853                                                               | 19. Sepbermber 1853                                                          | Isabella II.                                                                 |
| Luis José Sartorius Tapia                                                    | 19. September 1853                                                           | 17. Juli 1854                                                                | Isabella II.                                                                 |
| Fernando Fernández de Córdova                                                | 17. Juli 1854                                                                | 18. Juli 1854                                                                | Isabella II.                                                                 |
| Ángel Saavedra Ramírez de Baquedano                                          | 18. Juli 1854                                                                | 20. Juli 1854                                                                | Isabella II.                                                                 |
| Evaristo Fernández de San Miguel y Valledor                                  | 21. Juli 1854                                                                | 29. Juli 1854                                                                | Isabella II.                                                                 |
| Joaquín Baldomero Fernández Espartero                                        | 29. Juli 1854                                                                | 14. Juli 1856                                                                | Isabella II.                                                                 |
| Leopoldo O’Donnell Joris                                                     | 14. Juli 1856                                                                | 12. Oktober 1856                                                             | Isabella II.                                                                 |
| Ramón María Narváez Campos                                                   | 12. Oktober 1856                                                             | 15. Oktober 1857                                                             | Isabella II.                                                                 |
| Francisco Armero Peñaranda                                                   | 15. Oktober 1857                                                             | 14. Januar 1858                                                              | Isabella II.                                                                 |
| Francisco Javier Istúriz Montero                                             | 14. Januar 1858                                                              | 30. Juni 1858                                                                | Isabella II.                                                                 |
| Leopoldo O’Donnell Joris                                                     | 30. Juni 1858                                                                | 2. März 1863                                                                 | Isabella II.                                                                 |
| Manuel Pando Fernández de Pinedo                                             | 2. März 1863                                                                 | 17. Januar 1864                                                              | Isabella II.                                                                 |
| Lorenzo Arrazola García                                                      | 17. Januar 1864                                                              | 1. März 1864                                                                 | Isabella II.                                                                 |
| Alejandro Mon Menéndez                                                       | 1. März 1864                                                                 | 16. September 1864                                                           | Isabella II.                                                                 |
| Ramón María Narváez Campos                                                   | 16. September 1864                                                           | 21. Juni 1865                                                                | Isabella II.                                                                 |
| Leopoldo O’Donnell Joris                                                     | 21. Juni 1865                                                                | 10. Juli 1866                                                                | Isabella II.                                                                 |
| Ramón María Narváez Campos                                                   | 10. Juli 1866                                                                | 23. April 1868                                                               | Isabella II.                                                                 |
| Luis González Bravo                                                          | 23. April 1868                                                               | 19. September 1868                                                           | Isabella II.                                                                 |
| José Gutiérrez de la Concha                                                  | 19. September 1868                                                           | 8. Oktober 1868                                                              | Isabella II.                                                                 |

| Name                                                                               | Name                                                   | Amtsbeginn                                             | Amtsende                                               | Partei                                                 | Staatsoberhaupt                                          |
| Präsidenten der provisorischen Regierungen (1868–1873)                             | Präsidenten der provisorischen Regierungen (1868–1873) | Präsidenten der provisorischen Regierungen (1868–1873) | Präsidenten der provisorischen Regierungen (1868–1873) | Präsidenten der provisorischen Regierungen (1868–1873) | Präsidenten der provisorischen Regierungen (1868–1873)   |
| ---------------------------------------------------------------------------------- | ------------------------------------------------------ | ------------------------------------------------------ | ------------------------------------------------------ | ------------------------------------------------------ | -------------------------------------------------------- |
|                                                                                    | Pascual Madoz                                          | 30. September 1868                                     | 3. Oktober 1868                                        | Progressiver                                           | Regierungschef war zugleich Staatsoberhaupt              |
|                                                                                    | Joaquín Aguirre de la Peña                             | 3. Oktober 1868                                        | 8. Oktober 1868                                        | Progressiver                                           | Regierungschef war zugleich Staatsoberhaupt              |
|                                                                                    | Francisco Serrano Domínguez                            | 8. Oktober 1868                                        | 18. Juni 1869                                          | Liberale Union                                         | Regierungschef war zugleich Staatsoberhaupt              |
|                                                                                    | Juan Prim i Prats                                      | 18. Juni 1869                                          | 27. Dezember 1870                                      | Progressiver                                           | Regent Francisco Serrano Domínguez                       |
|                                                                                    | Juan Bautista Topete y Carballo                        | 27. Dezember 1870                                      | 4. Januar 1871                                         | Liberale Union                                         | Regent Francisco Serrano Domínguez                       |
| Präsidenten des Ministerrates des Königreichs Spanien (1871–1873)                  |                                                        |                                                        |                                                        |                                                        |                                                          |
|                                                                                    | Francisco Serrano Domínguez                            | 4. Januar 1871                                         | 24. Juli 1871                                          | Liberale Union                                         | König Amadeus I.                                         |
|                                                                                    | Manuel Ruiz Zorrilla                                   | 24. Juli 1871                                          | 5. Oktober 1871                                        | Radikal-Demokrat                                       | König Amadeus I.                                         |
|                                                                                    | José Malcampo Monge                                    | 5. Oktober 1871                                        | 21. Dezember 1871                                      | Konstitutioneller                                      | König Amadeus I.                                         |
|                                                                                    | Práxedes Mateo Sagasta                                 | 21. Dezember 1871                                      | 26. Mai 1872                                           | Konstitutioneller                                      | König Amadeus I.                                         |
|                                                                                    | Francisco Serrano Domínguez                            | 26. Mai 1872                                           | 13. Juni 1872                                          | Liberale Union                                         | König Amadeus I.                                         |
|                                                                                    | Manuel Ruiz Zorrilla                                   | 13. Juni 1872                                          | 12. Februar 1873                                       | Radikal-Demokrat                                       | König Amadeus I.                                         |
| Präsidenten des Ministerrates der Spanischen Republik (1873–1874)                  |                                                        |                                                        |                                                        |                                                        |                                                          |
|                                                                                    | Estanislao Figueras Moragas                            | 12. Februar 1873                                       | 11. Juni 1873                                          | Föderal-Republikanische Partei                         | Regierungschef war zugleich Staatsoberhaupt              |
|                                                                                    | Francisco Pi i Margall                                 | 11. Juni 1873                                          | 18. Juli 1873                                          | Föderal-Republikanische Partei                         | Regierungschef war zugleich Staatsoberhaupt              |
|                                                                                    | Nicolás Salmerón Alonso                                | 18. Juli 1873                                          | 7. September 1873                                      | Föderal-Republikanische Partei                         | Regierungschef war zugleich Staatsoberhaupt              |
|                                                                                    | Emilio Castelar Ripoll                                 | 7. September 1873                                      | 3. Januar 1874                                         | Föderal-Republikanische Partei                         | Regierungschef war zugleich Staatsoberhaupt              |
|                                                                                    | Francisco Serrano Domínguez                            | 3. Januar 1874                                         | 26. Februar 1874                                       | Konservativ (Diktatur)                                 | Regierungschef war zugleich Staatsoberhaupt              |
|                                                                                    | Juan Zavala de la Puente                               | 26. Februar 1874                                       | 3. September 1874                                      | Konservativ (Diktatur)                                 | Präsident der Exekutivgewalt Francisco Serrano Domínguez |
|                                                                                    | Práxedes Mateo Sagasta                                 | 3. September 1874                                      | 31. Dezember 1874                                      | Konstitutionelle Partei (Diktatur)                     | Präsident der Exekutivgewalt Francisco Serrano Domínguez |
| Präsidenten des Ministerrates des Königreichs Spanien (1874–1931)                  |                                                        |                                                        |                                                        |                                                        |                                                          |
|                                                                                    | Antonio Cánovas del Castillo                           | 31. Dezember 1874                                      | 12. September 1875                                     | Konservativ                                            | König Alfons XII. (1874–1885)                            |
|                                                                                    | Joaquín Jovellar Soler                                 | 12. September 1875                                     | 2. Dezember 1875                                       | Konservativ                                            | König Alfons XII. (1874–1885)                            |
|                                                                                    | Antonio Cánovas del Castillo (2. Mal)                  | 2. Dezember 1875                                       | 7. März 1879                                           | Konservativ                                            | König Alfons XII. (1874–1885)                            |
|                                                                                    | Arsenio Martínez Campos                                | 7. März 1879                                           | 9. Dezember 1879                                       | Konservativ                                            | König Alfons XII. (1874–1885)                            |
|                                                                                    | Antonio Cánovas del Castillo (3. Mal)                  | 9. Dezember 1879                                       | 8. Februar 1881                                        | Konservativ                                            | König Alfons XII. (1874–1885)                            |
|                                                                                    | Práxedes Mateo Sagasta (3. Mal)                        | 8. Februar 1881                                        | 13. Oktober 1883                                       | Liberal                                                | König Alfons XII. (1874–1885)                            |
|                                                                                    | José de Posada Herrera                                 | 13. Oktober 1883                                       | 18. Januar 1884                                        | Liberal                                                | König Alfons XII. (1874–1885)                            |
|                                                                                    | Antonio Cánovas del Castillo                           | 18. Januar 1884                                        | 27. November 1885                                      | Konservativ                                            | König Alfons XII. (1874–1885)                            |
|                                                                                    | Práxedes Mateo Sagasta (4. Mal)                        | 27. November 1885                                      | 5. Juli 1890                                           | Liberal                                                | Regentin Maria Christina (1885–1902)                     |
|                                                                                    | Antonio Cánovas del Castillo (5. Mal)                  | 5. Juli 1890                                           | 11. Dezember 1892                                      | Konservativ                                            | Regentin Maria Christina (1885–1902)                     |
|                                                                                    | Práxedes Mateo Sagasta (5. Mal)                        | 11. Dezember 1892                                      | 23. März 1895                                          | Liberal                                                | Regentin Maria Christina (1885–1902)                     |
|                                                                                    | Antonio Cánovas del Castillo                           | 23. März 1895                                          | 8. August 1897                                         | Konservativ                                            | Regentin Maria Christina (1885–1902)                     |
|                                                                                    | Marcelo Azcárraga Palmero                              | 8. August 1897                                         | 4. Oktober 1897                                        | Konservativ                                            | Regentin Maria Christina (1885–1902)                     |
|                                                                                    | Práxedes Mateo Sagasta (6. Mal)                        | 4. Oktober 1897                                        | 4. März 1899                                           | Liberal                                                | Regentin Maria Christina (1885–1902)                     |
|                                                                                    | Francisco Silvela Le Vielleuze                         | 4. März 1899                                           | 23. Oktober 1900                                       | Konservativ                                            | Regentin Maria Christina (1885–1902)                     |
|                                                                                    | Marcelo Azcárraga Palmero (2. Mal)                     | 23. Oktober 1900                                       | 6. März 1901                                           | Konservativ                                            | Regentin Maria Christina (1885–1902)                     |
|                                                                                    | Práxedes Mateo Sagasta Escolar (7. Mal)                | 6. März 1901                                           | 6. Dezember 1902                                       | Liberal                                                | König Alfonso XIII. (1902–1931)                          |
|                                                                                    | Francisco Silvela Le Vielleuze (2. Mal)                | 6. Dezember 1902                                       | 20. Juli 1903                                          | Konservativ                                            | König Alfonso XIII. (1902–1931)                          |
|                                                                                    | Raimundo Fernández Villaverde                          | 20. Juli 1903                                          | 5. Dezember 1903                                       | Konservativ                                            | König Alfonso XIII. (1902–1931)                          |
|                                                                                    | Antonio Maura Montaner                                 | 5. Dezember 1903                                       | 16. Dezember 1904                                      | Konservativ                                            | König Alfonso XIII. (1902–1931)                          |
|                                                                                    | Marcelo Azcárraga Palmero (3. Mal)                     | 16. Dezember 1904                                      | 27. Januar 1905                                        | Konservativ                                            | König Alfonso XIII. (1902–1931)                          |
|                                                                                    | Raimundo Fernández Villaverde (2. Mal)                 | 27. Januar 1905                                        | 23. Juni 1905                                          | Konservativ                                            | König Alfonso XIII. (1902–1931)                          |
|                                                                                    | Eugenio Montero Ríos                                   | 23. Juni 1905                                          | 1. Dezember 1905                                       | Liberal                                                | König Alfonso XIII. (1902–1931)                          |
|                                                                                    | Segismundo Moret Prendergast                           | 1. Dezember 1905                                       | 6. Juli 1906                                           | Liberal                                                | König Alfonso XIII. (1902–1931)                          |
|                                                                                    | José López Domínguez                                   | 6. Juli 1906                                           | 30. November 1906                                      | Liberal                                                | König Alfonso XIII. (1902–1931)                          |
|                                                                                    | Segismundo Moret Prendergast (2. Mal)                  | 30. November 1906                                      | 4. Dezember 1906                                       | Liberal                                                | König Alfonso XIII. (1902–1931)                          |
|                                                                                    | Antonio Aguilar Correa                                 | 4. Dezember 1906                                       | 25. Januar 1907                                        | Liberal                                                | König Alfonso XIII. (1902–1931)                          |
|                                                                                    | Antonio Maura Montaner (2. Mal)                        | 25. Januar 1907                                        | 21. Oktober 1909                                       | Konservativ                                            | König Alfonso XIII. (1902–1931)                          |
|                                                                                    | Segismundo Moret Prendergast (3. Mal)                  | 21. Oktober 1909                                       | 9. Februar 1910                                        | Liberal                                                | König Alfonso XIII. (1902–1931)                          |
|                                                                                    | José Canalejas Méndez                                  | 9. Februar 1910                                        | 12. November 1912                                      | Liberal                                                | König Alfonso XIII. (1902–1931)                          |
|                                                                                    | Manuel García Prieto                                   | 12. November 1912                                      | 14. November 1912                                      | Liberal                                                | König Alfonso XIII. (1902–1931)                          |
|                                                                                    | Álvaro Figueroa Torres                                 | 14. November 1912                                      | 27. Oktober 1913                                       | Liberal                                                | König Alfonso XIII. (1902–1931)                          |
|                                                                                    | Eduardo Dato Iradier                                   | 27. Oktober 1913                                       | 9. Dezember 1915                                       | Konservativ                                            | König Alfonso XIII. (1902–1931)                          |
|                                                                                    | Álvaro Figueroa Torres (2. Mal)                        | 9. Dezember 1915                                       | 19. April 1917                                         | Liberal                                                | König Alfonso XIII. (1902–1931)                          |
|                                                                                    | Manuel García Prieto (2. Mal)                          | 19. April 1917                                         | 11. Juni 1917                                          | Liberal                                                | König Alfonso XIII. (1902–1931)                          |
|                                                                                    | Eduardo Dato Iradier (2. Mal)                          | 11. Juni 1917                                          | 3. November 1917                                       | Konservativ                                            | König Alfonso XIII. (1902–1931)                          |
|                                                                                    | Manuel García Prieto (3. Mal)                          | 3. November 1917                                       | 22. März 1918                                          | Liberal                                                | König Alfonso XIII. (1902–1931)                          |
|                                                                                    | Antonio Maura Montaner (3. Mal)                        | 22. März 1918                                          | 9. November 1918                                       | Konservativ                                            | König Alfonso XIII. (1902–1931)                          |
|                                                                                    | Manuel García Prieto (4. Mal)                          | 9. November 1918                                       | 5. Dezember 1918                                       | Liberal                                                | König Alfonso XIII. (1902–1931)                          |
|                                                                                    | Álvaro Figueroa Torres (3. Mal)                        | 5. Dezember 1918                                       | 15. April 1919                                         | Liberal                                                | König Alfonso XIII. (1902–1931)                          |
|                                                                                    | Antonio Maura Montaner (4. Mal)                        | 15. April 1919                                         | 20. Juli 1919                                          | Konservativ                                            | König Alfonso XIII. (1902–1931)                          |
|                                                                                    | Joaquín Sánchez de Toca Calvo                          | 20. Juli 1919                                          | 12. Dezember 1919                                      | Konservativ                                            | König Alfonso XIII. (1902–1931)                          |
|                                                                                    | Manuel Allendesalazar Muñoz de Salazar                 | 12. Dezember 1919                                      | 5. Mai 1920                                            | Konservativ                                            | König Alfonso XIII. (1902–1931)                          |
|                                                                                    | Eduardo Dato Iradier (3. Mal)                          | 5. Mai 1920                                            | 8. März 1921                                           | Konservativ                                            | König Alfonso XIII. (1902–1931)                          |
|                                                                                    | Gabino Bugallal Araújo                                 | 8. März 1921                                           | 13. März 1921                                          | Konservativ                                            | König Alfonso XIII. (1902–1931)                          |
|                                                                                    | Manuel Allendesalazar Muñoz de Salazar (2. Mal)        | 13. März 1921                                          | 14. August 1921                                        | Konservativ                                            | König Alfonso XIII. (1902–1931)                          |
|                                                                                    | Antonio Maura Montaner (5. Mal)                        | 14. August 1921                                        | 8. März 1922                                           | Konservativ                                            | König Alfonso XIII. (1902–1931)                          |
|                                                                                    | José Sánchez-Guerra Martínez                           | 8. März 1922                                           | 7. Dezember 1922                                       | Konservativ                                            | König Alfonso XIII. (1902–1931)                          |
|                                                                                    | Manuel García Prieto (5. Mal)                          | 7. Dezember 1922                                       | 15. September 1923                                     | Liberal                                                | König Alfonso XIII. (1902–1931)                          |
|                                                                                    | Miguel Primo de Rivera y Orbaneja                      | 15. September 1923                                     | 30. Januar 1930                                        | Spanische Patriotische Union (UPE) (Diktatur)          | König Alfonso XIII. (1902–1931)                          |
|                                                                                    | Dámaso Berenguer Fusté                                 | 30. Januar 1930                                        | 18. Februar 1931                                       | – (Diktatur)                                           | König Alfonso XIII. (1902–1931)                          |
|                                                                                    | Juan Bautista Aznar Cabañas                            | 18. Februar 1931                                       | 14. April 1931                                         | – (Diktatur)                                           | König Alfonso XIII. (1902–1931)                          |
| Präsidenten des Ministerrates der Spanischen Republik (1931–1939)                  |                                                        |                                                        |                                                        |                                                        |                                                          |
|                                                                                    | Niceto Alcalá-Zamora Torres                            | 14. April 1931                                         | 14. Oktober 1931                                       | Liberal-Republikanische Rechte (DLR)                   | -                                                        |
|                                                                                    | Manuel Azaña Díaz                                      | 14. Oktober 1931                                       | 12. September 1933                                     | AR                                                     | Präsident Niceto Alcalá-Zamora Torres (1931–1936)        |
|                                                                                    | Alejandro Lerroux García                               | 12. September 1933                                     | 8. Oktober 1933                                        | PRR                                                    | Präsident Niceto Alcalá-Zamora Torres (1931–1936)        |
|                                                                                    | Diego Martínez Barrio                                  | 8. Oktober 1933                                        | 16. Dezember 1933                                      | PRR                                                    | Präsident Niceto Alcalá-Zamora Torres (1931–1936)        |
|                                                                                    | Alejandro Lerroux García (2. Mal)                      | 16. Dezember 1933                                      | 28. April 1934                                         | PRR                                                    | Präsident Niceto Alcalá-Zamora Torres (1931–1936)        |
|                                                                                    | Ricardo Samper Ibáñez                                  | 28. April 1934                                         | 4. Oktober 1934                                        | PRR                                                    | Präsident Niceto Alcalá-Zamora Torres (1931–1936)        |
|                                                                                    | Alejandro Lerroux García (3. Mal)                      | 4. Oktober 1934                                        | 25. September 1935                                     | PRR                                                    | Präsident Niceto Alcalá-Zamora Torres (1931–1936)        |
|                                                                                    | Joaquín Chapaprieta Torregrosa                         | 25. September 1935                                     | 14. Dezember 1935                                      | parteilos                                              | Präsident Niceto Alcalá-Zamora Torres (1931–1936)        |
|                                                                                    | Manuel Portela Valladares                              | 14. Dezember 1935                                      | 19. Februar 1936                                       | parteilos                                              | Präsident Niceto Alcalá-Zamora Torres (1931–1936)        |
|                                                                                    | Manuel Azaña Díaz (2. Mal)                             | 19. Februar 1936                                       | 10. Mai 1936                                           | IR                                                     | Präsident Niceto Alcalá-Zamora Torres (1931–1936)        |
|                                                                                    | Augusto Barcia Trelles                                 | 10. Mai 1936                                           | 13. Mai 1936                                           | IR                                                     | Präsident Manuel Azaña Díaz (1936–1939)                  |
|                                                                                    | Santiago Casares Quiroga                               | 13. Mai 1936                                           | 19. Juli 1936                                          | IR                                                     | Präsident Manuel Azaña Díaz (1936–1939)                  |
|                                                                                    | José Giral Pereira                                     | 19. Juli 1936                                          | 4. September 1936                                      | IR                                                     | Präsident Manuel Azaña Díaz (1936–1939)                  |
|                                                                                    | Francisco Largo Caballero                              | 4. September 1936                                      | 17. Mai 1937                                           | Sozialistische Spanische Arbeiterpartei (PSOE)         | Präsident Manuel Azaña Díaz (1936–1939)                  |
|                                                                                    | Juan Negrín                                            | 17. Mai 1937                                           | 6. März 1939                                           | Sozialistische Spanische Arbeiterpartei (PSOE)         | Präsident Manuel Azaña Díaz (1936–1939)                  |
| Ministerpräsidenten der Regierung des Spanischen Staates (Franco-Regime 1936–1975) |                                                        |                                                        |                                                        |                                                        |                                                          |
|                                                                                    | Miguel Cabanellas Ferrer                               | 23. Juli 1936                                          | 1. Oktober 1936                                        | parteilos                                              | -                                                        |
|                                                                                    | Fidel Dávila Arrondo                                   | 3. Oktober 1936                                        | 3. Juni 1937                                           | parteilos                                              | Staatschef Francisco Franco (1936–1975)                  |
|                                                                                    | Francisco Gómez-Jordana                                | 3. Juni 1937                                           | 31. Januar 1938                                        | parteilos                                              | Staatschef Francisco Franco (1936–1975)                  |
|                                                                                    | Francisco Franco                                       | 30. Januar 1938                                        | 8. Juni 1973                                           | Falange (FET de la JONS)                               | Staatschef Francisco Franco (1936–1975)                  |
|                                                                                    | Luis Carrero Blanco                                    | 9. Juni 1973                                           | 20. Dezember 1973                                      | Falange                                                | Staatschef Francisco Franco (1936–1975)                  |
|                                                                                    | Torcuato Fernández-Miranda                             | 20. Dezember 1973                                      | 31. Dezember 1973                                      | Falange                                                | Staatschef Francisco Franco (1936–1975)                  |
|                                                                                    | Carlos Arias Navarro                                   | 31. Dezember 1973                                      | 20. November 1975                                      | Falange                                                | Staatschef Francisco Franco (1936–1975)                  |
| Ministerpräsidenten des Königreichs Spanien (seit 1975)                            |                                                        |                                                        |                                                        |                                                        |                                                          |
|                                                                                    | Carlos Arias Navarro                                   | 20. November 1975                                      | 1. Juli 1976                                           | Falange                                                | König Juan Carlos I. (1975–2014)                         |
|                                                                                    | Fernando de Santiago y Díaz de Mendívil                | 1. Juli 1976                                           | 3. Juli 1976                                           | Falange                                                | König Juan Carlos I. (1975–2014)                         |
|                                                                                    | Adolfo Suárez                                          | 3. Juli 1976                                           | 25. Februar 1981                                       | Union des Demokratischen Zentrums (UCD)                | König Juan Carlos I. (1975–2014)                         |
|                                                                                    | Leopoldo Calvo-Sotelo                                  | 25. Februar 1981                                       | 2. Dezember 1982                                       | Union des Demokratischen Zentrums (UCD)                | König Juan Carlos I. (1975–2014)                         |
|                                                                                    | Felipe González                                        | 2. Dezember 1982                                       | 4. Mai 1996                                            | Sozialistische Spanische Arbeiterpartei (PSOE)         | König Juan Carlos I. (1975–2014)                         |
|                                                                                    | José María Aznar                                       | 4. Mai 1996                                            | 17. April 2004                                         | Volkspartei (PP)                                       | König Juan Carlos I. (1975–2014)                         |
|                                                                                    | José Luis Rodríguez Zapatero                           | 17. April 2004                                         | 21. Dezember 2011                                      | Sozialistische Spanische Arbeiterpartei (PSOE)         | König Juan Carlos I. (1975–2014)                         |
|                                                                                    | Mariano Rajoy                                          | 21. Dezember 2011                                      | 1. Juni 2018                                           | Volkspartei (PP)                                       | König Juan Carlos I. (1975–2014)                         |
|                                                                                    | Pedro Sánchez                                          | 1. Juni 2018                                           | amtierend                                              | Sozialistische Spanische Arbeiterpartei (PSOE)         | König Felipe VI. (seit 2014)                             |